# Садовое (Белопольский район)
Садовое (укр. Садове) — село,
Терещенковский сельский совет,
Белопольский район,
Сумская область,
Украина.
Код КОАТУУ — 5920688604. Население по переписи 2001 года составляло 52 человека .

## Географическое положение
Село Садовое находится в 1,5 км от правого берега реки Локня.
На расстоянии до 1,5 км расположены село Першотравневое и посёлок Лидино.